# Operazione Kappa: sparate a vista
Operazione Kappa: sparate a vista è un film italiano, del 1977, scritto e diretto da Luigi Petrini.
È noto anche con il titolo Nucleo antirapina... sparate a vista e Giorni di violenza.

## Trama
Due ragazzi romani violentano una giovanissima ragazza e uccidono una donna che cercava di aiutarla. Inseguiti dalla polizia, prendono una quindicina di persone in ostaggio e si barricano in un ristorante.

## Produzione
Prodotto dalla Filmday Productions, il film è liberamente ispirato a Quel pomeriggio di un giorno da cani (1975).
La pellicola venne girata interamente a Tirrenia (Pisa): il ristorante dove si svolge gran parte del film è quello annesso al Grand Hotel Continental in via Belvedere 26.

## Distribuzione
Il film venne distribuito nelle sale cinematografiche italiane il 22 giugno 1977.